# Heiligenbrunn
Heiligenbrunn (en húngaro: Szentkút) es una ciudad localizada en el Distrito de Güssing, estado de Burgenland, Austria.
- Datos: Q267689
- Multimedia: Heiligenbrunn / Q267689

1. ↑  Worldpostalcodes.org, código postal n.º 7522.